# Amanita muscaria
O Amanita muscaria, conhecido como agário-das-moscas ou mata-moscas (em Portugal também como rosalgar, mata-bois ou frades-de-sapo) é um fungo basidiomiceto natural de regiões com clima boreal ou temperado do hemisfério norte. Possui propriedades psicoativas e alucinógenas em humanos. Segundo o psiquiatra Alfredo Cataldo Neto a literatura especializada aponta principalmente a presença de dois componentes ativos, o ácido ibotênico, muscimol. Este autor ainda aponta que os efeitos do uso deste fungo têm início cerca de quinze minutos após sua ingestão, quando o usuário pode apresentar vertigem, confusão mental, náusea, secura na boca e o sentimento de estar crescendo. Este desconforto aos poucos vai dando lugar a um sono leve, no qual a pessoa experimenta visões e imagens oníricas. O pesquisador Robert Gordon Wasson sugeriu que o cogumelo está associado ao Soma, bebida sagrada dos Vedas, nos mais antigos textos religiosos. A bebida é citada nos hinos do Rigveda, que foi escrito por volta de 1700 a.C. – 1100 a.C., durante o período védico em Punjabe - e havia a presença de tais cogumelos, consumidos pelos xamãs da região. Wasson é o primeiro pesquisador a propor que a forma de intoxicação védica era de natureza enteogênica.
Na cultura popular, cogumelos vermelhos com pontos brancos, como o Amanita muscaria, aparecem, por exemplo, no jogo eletrônico Super Mario Bros., no filme Fantasia, da Disney, de 1940, e nas ilustrações do livro Alice no País das Maravilhas, de Lewis Carrol, em que Alice aparece conversando com uma lagarta que está estendida sobre um Amanita muscaria, enquanto fuma um narguilé, em visível insinuação psicodélica. Contudo, o cogumelo ilustrado por Tenniel não apresenta as verrugas brancas, nem Carrol o descreve de maneira a esclarecer sua espécie, deixando a interpretação a cargo do leitor.

## Taxonomia e nomenclatura
O nome popular do cogumelo em muitos idiomas europeus faz referência ao seu uso como inseticida quando aspergido no leite. Esta prática foi registrada em regiões da Europa de línguas eslavas e germânicas, bem como nas montanhas dos Vosges e em outros lugares na França e Romênia. Albertus Magnus foi o primeiro a mencioná-la antes de 1256, em sua obra De vegetabilibus. Ele escreveu que vocatur fungus muscarum, eo quod in lacte pulverizatus interficit muscas (em tradução livre: "é chamado de cogumelo da mosca, pois é pulverizado no leite para matar moscas").

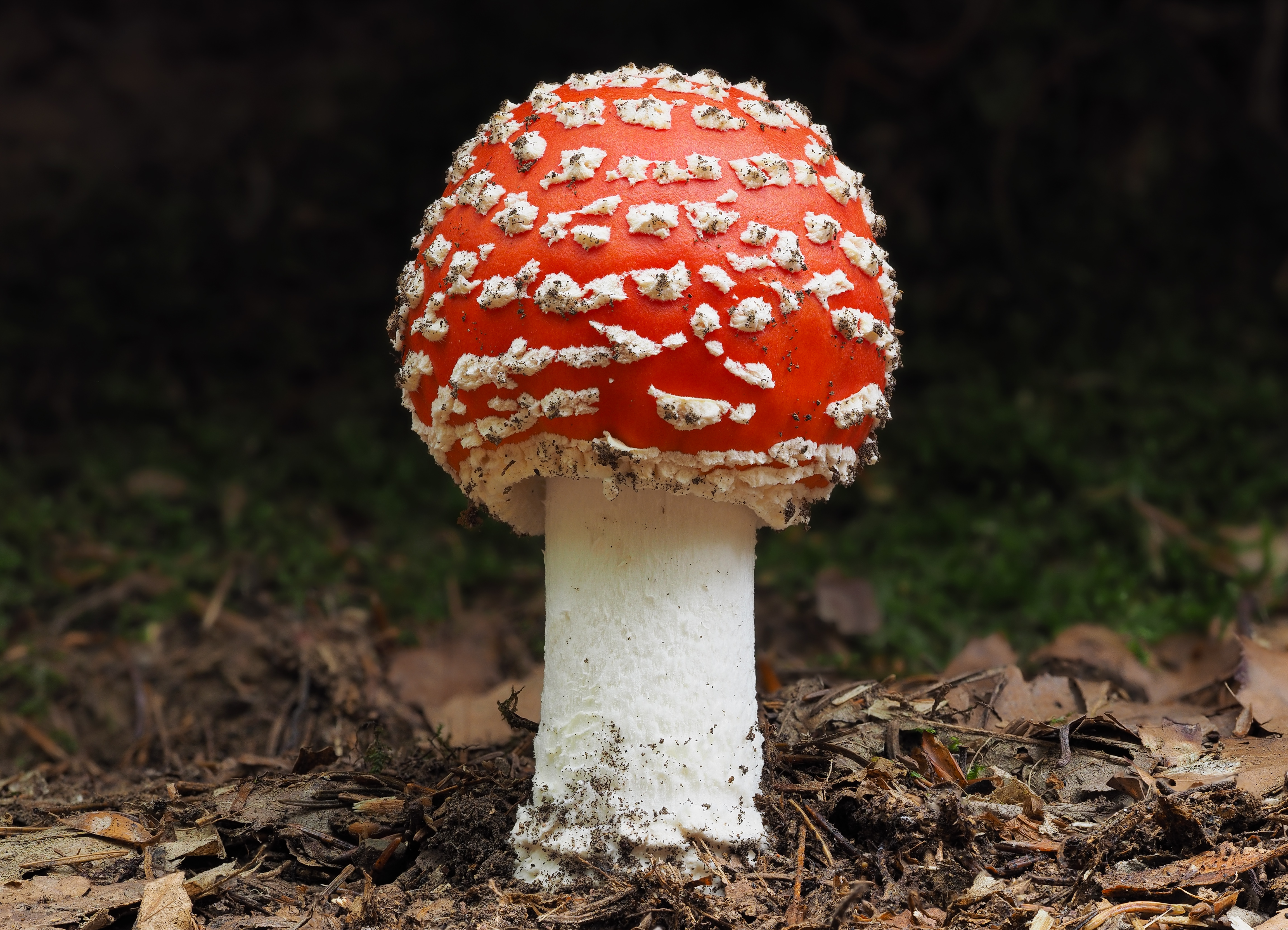
Espécime de Amanita Muscaria da variedade Aureola

O botânico flamengo Carolus Clusius, do século XVI, introduziu a prática de aspersão em leite para Frankfurt, na Alemanha, enquanto Carl Linnaeus, o "pai da taxonomia", relatou a partir de Småland, no sul da Suécia, onde viveu quando era criança. Descreveu-o em dois volumes da sua obra Species Plantarum, em 1753, dando-lhe o nome de Agaricus muscarius, o epíteto específico latino musca significa mosca. Ele ganhou seu nome atual em 1783, quando colocado no gênero Amanita por Jean-Baptiste Lamarck, um nome sancionado em 1821 pelo "pai da micologia", o naturalista sueco Elias Magnus Fries. A data de início para toda a micota havia sido definida por acordo geral como 1 de janeiro de 1821, a data da obra de Fries, e por isso o nome completo ficou então Amanita muscaria (L.:Fr.) Hook. A edição 1987 do Código Internacional de Nomenclatura Botânica mudou as regras sobre a data de início e de trabalho principal para nomes de fungos, e os nomes já podem ser considerados válidos, já em 1º de maio de 1753, data da publicação da obra de Linnaeus. Assim, Lineu e Lamarck agora são tomados como nomeadores de Amanita muscaria (L.) Lam.
O micologista inglês John Ramsbottom informou que Amanita muscaria foi usado para se livrar de insetos na Inglaterra e na Suécia, e "bug agaric" era um antigo nome alternativo para a espécie. Já o especialista francês Pierre Bulliard relatou ter tentado, sem sucesso, reproduzir as propriedades inseticidas na sua obra Histoire des plantes vénéneuses et suspectes de la France (1784), e propôs um novo nome binomial Agaricus pseudo-aurantiacus por causa disto. Um composto isolado a partir do fungo é a 1,3-dioleina, que atrai insetos. Foi a hipótese de que as moscas intencionalmente procuram o cogumelo por suas propriedades intoxicantes. Uma derivação alternativa propõe que o termo não refere-se aos insetos em si, mas sim ao delírio resultantes do consumo do fungo. Isto é baseado na crença medieval que as moscas poderiam entrar a cabeça de uma pessoa e causar algum tipo de doença mental. Vários nomes regionais parecem estar ligados com essa conotação, ou seja, significando "louco" ou "tolo" do conceituado cogumelo comestível Amanita caesarea. Portanto, há o "oriol foll" em catalão, "mujolo folo" de Toulouse, concourlo fouolo do departamento de Aveyron no sul da França, "ovolo matto" de Trentino, na Itália. O nome num dialeto local em Fribourg, na Suíça, é "tsapi de diablhou", que se traduz como "chapéu do diabo".

### Classificação
Amanita muscaria é a espécie tipo do gênero. Por extensão, é também a espécie tipo de subgênero Amanita Amanita, bem como da seção Amanita dentro desse subgênero.  O subgênero Amanita Amanita inclui todos os Amanita com esporos não-amiloides. Amanita secção Amanita inclui as espécies que possuem remanescentes de véu universais muito desiguais, incluindo uma volva que é reduzida a uma série de anéis concêntricos e os restos de véu sobre o chapéu para uma série de manchas ou verrugas. A maioria das espécies deste grupo também têm uma base bulbosa. A seção Amanita Amanita é composta por A. muscaria e seus parentes próximos, incluindo A. pantherina (o chapéu de pantera), A. gemmata, A. farinosa e A xanthocephala. Os taxonomistas fúngicos modernos classificaram Amanita muscaria e seus aliados dessa forma com base na morfologia e nos esporos não-amiloides. Dois recentes estudos filogenéticos moleculares confirmaram esta classificação como natural.
Amanita muscaria varia consideravelmente em sua morfologia, e muitas autoridades reconhecem várias subespécies ou variedades dentro da espécie. Na obra The Agaricales in Modern Taxonomy, o micologista alemão Rolf Singer listou três subespécies, embora sem descrição:  A. muscaria ssp. muscaria, A. muscaria ssp. americana, e A. muscaria ssp. flavivolvata.
Os especialistas contemporâneas reconhecer até sete variedades:
- var. muscaria, a típica variedade manchada de vermelho e branco. Algumas autoridades, como Rodham Tulloss, utilize este nome apenas para as populações  da Eurásia e do oeste do Alasca.
- var. flavivolvata é vermelha, com verrugas amarelas para branco-amareladas. Pode ser encontrada desde o sul do Alasca através das Montanhas Rochosas, através da América Central, todo o caminho até Colômbia Andina. Rodham Tulloss usa esse nome para descrever tudo "típico" A. muscaria das populações indígenas do Novo Mundo.
- var. alba, um fungo raro, tem um chapéu de cor branca a branca prateada com verrugas brancas, mas é semelhante à forma habitual de cogumelo.
- var. formosa, tem um chapéu amarelo a amarelo-alaranjado com verrugas amareladas e um tronco que pode estar bronzeado. Algumas autoridades (cf. Jenkins) usam este nome para todos os A. muscaria dom undo que se encaixam nessa descrição, já outros (cf. Tulloss) restringem seu uso para as populações da Eurásia.

## Descrição

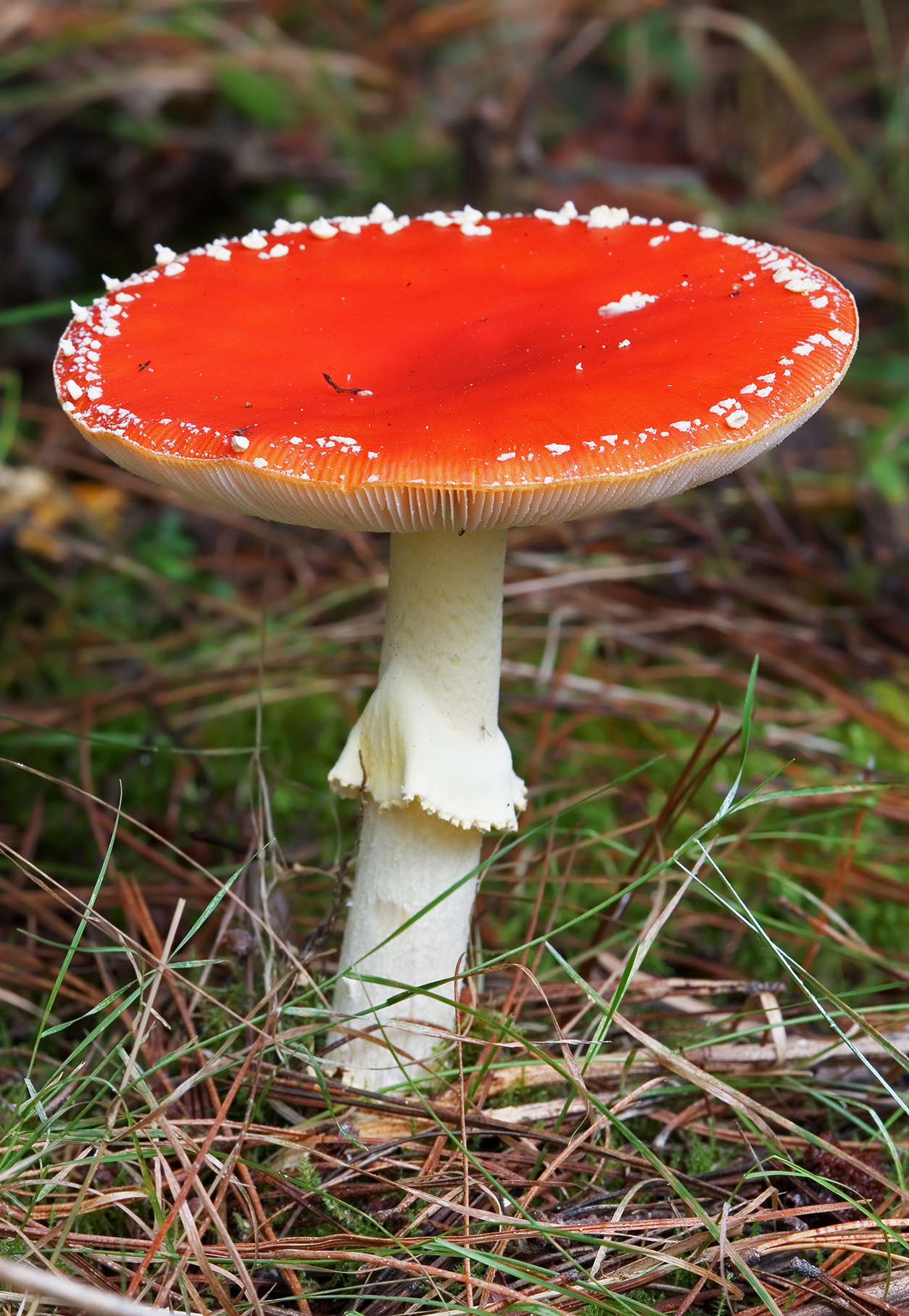
As manchas brancas podem ser "lavadas" após uma chuva forte.

Amanita muscaria forma cogumelos grandes e conspícuos, sendo geralmente encontrados em grupos numerosos com basidiocarpos em vários estágios de desenvolvimento. Os corpos de frutificação emergem do solo parecendo ovos brancos. Ao "brotar" do chão, o chapéu está coberto com numerosas pequenas verrugas em forma de pirâmide e de cor branca a amarela. Elas são remanescentes do véu universal, uma membrana que envolve todo o fungo quando ele ainda é muito jovem. Dissecando o cogumelo nesta fase é possível ver a característica camada amarelada da pele sob o véu, o que é útil na identificação. A medida que o fungo cresce, a cor vermelha aparece através do véu roto e as verrugas tornam-se menos proeminentes; elas não mudam de tamanho, mas ficam proporcionalmente menores em relação à área da superfície em expansão. O chapéu muda da forma globosa para hemisférica, e, finalmente, fica achatado em espécimes maduros. Quando totalmente crescido, o chapéu vermelho brilhante mede em torno de 8 a 20 cm de diâmetro, embora espécimes maiores já tenham sido encontrados. A cor vermelha pode desaparecer após uma chuva e nos cogumelos mais velhos.
As lamelas são livres e brancas, tal como a impressão de esporos. Os esporos são ovais e medem de 9 a 13 por 6,5 a 9 micrômetros (μm). Eles não ficam azuis com a aplicação de iodo. A estipe é branca, mede de 5 a 20 cm de altura por 1 a 2 cm de largura, e tem uma textura fibrosa e algo quebradiça, típica de muitos cogumelos de grande porte. Na base existe um bulbo que conserva resquícios do véu universal na forma de dois a quatro anéis distintos ou golas. Entre os remanescentes basais do véu universal e as lamelas estão os restos do véu parcial (que cobre as lamelas durante o desenvolvimento), na forma de um anel branco. O tronco pode ficar largo e flácido com o passar do tempo. Não há geralmente um odor característico exceto de um cheiro suave de terra.
Embora muito distinto na aparência, o agário-das-moscas pode ser confundido com outros cogumelos de cor amarela a vermelha existente nas Américas, como Armillaria cf. mellea e o comestível Amanita basii - uma espécie mexicana semelhantes à A. caesarea da Europa. Centros de controle de intoxicações nos Estados Unidos e Canadá tornaram-se conscientes de que o amarill ("amarelo" em espanhol) é um nome comum no México para espécies parecidas com A. caesarea. Esta pode ser distinguida pelo seu chapéu totalmente laranja a vermelho, e que não tem as numerosas manchas brancas do agário-das-moscas. Além disso, o tronco, as lamelas e o anel de A. caesarea são amarelo-brilhantes, e não brancos. O volva é um saco branco distinto, não dividido em escalas. Na Austrália, o agário-das-moscas introduzido pode ser confundido com a espécie nativa Amanita xanthocephala, que cresce em associação com eucaliptos. Esta última espécie geralmente não tem as verrugas brancas nem o anel de A. muscaria.

## Distribuição e hábitat

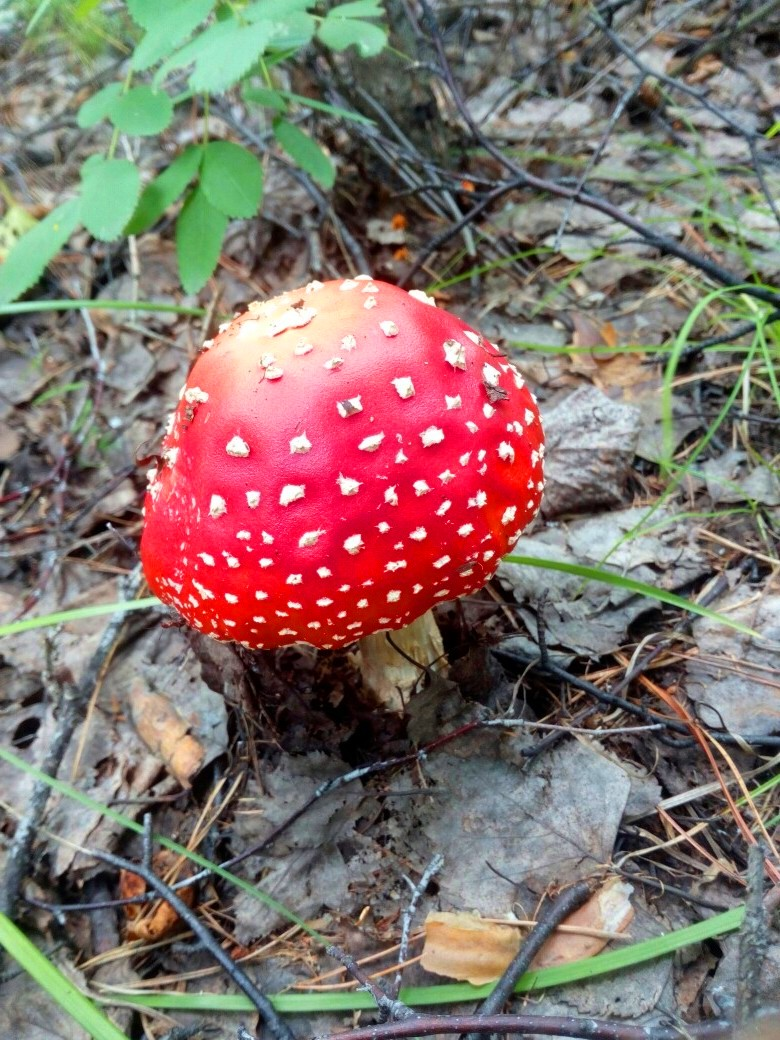
A. muscaria. Sibéria Oriental.

Amanita muscaria é um cogumelo cosmopolita, nativo de florestas de coníferas e decíduas ao longo das regiões temperadas e boreais do Hemisfério Norte, além de áreas elevadas em latitudes mais quentes como no Indocuche, Mediterrâneo e América Central. Um estudo molecular recente propõe que a espécie teve origem na região da Sibéria-Beríngia no período Terciário, antes de irradiar-se para toda a Ásia, Europa e América do Norte. A temporada de frutificação varia em diferentes climas: a frutificação ocorre no verão e outono na maior parte da América do Norte, mas mais tarde no outono e início do inverno na costa do Pacífico. Esta espécie é frequentemente encontrada em locais semelhantes aos Boletus edulis, e podem aparecer em anéis de fadas. Transmitida com mudas de pinus, que têm sido amplamente transportadas para o hemisfério sul, incluindo a Austrália, Nova Zelândia, sul da África e na América do Sul, onde pode ser encontrado nos estados brasileiros do Paraná, Santa Catarina e Rio Grande do Sul.

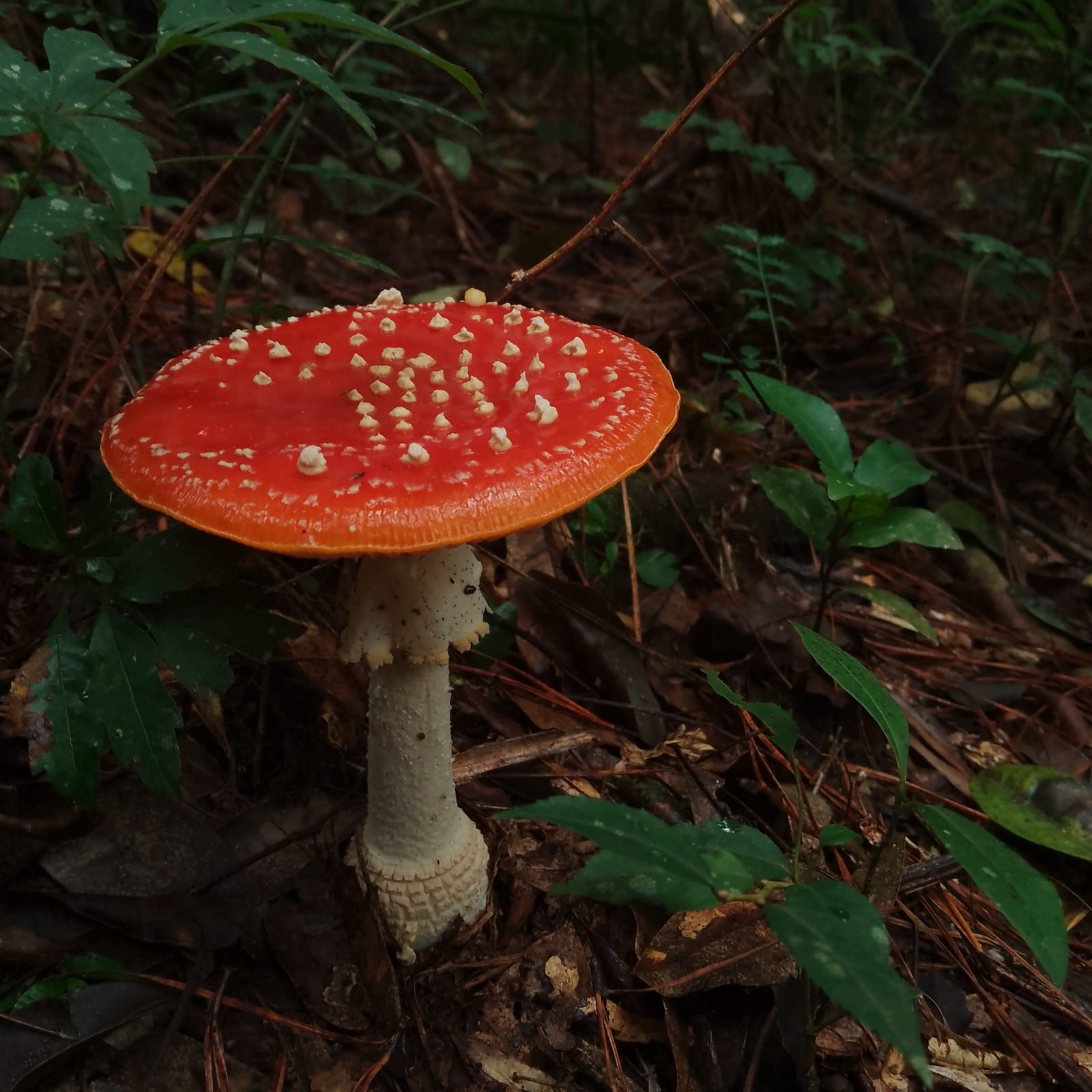
Amanita muscaria em uma floresta de pinus no Paraná - Brasil.

Ecologicamente, é um fungo ectomicorrízico; ou seja, forma uma relação simbiótica com vegetais. A espécie está associada a muitos tipos de árvores, como pinheiros, abetos, bétulas e cedro. Comumente visto sob árvores introduzidas, A. muscaria é o equivalente fúngico de ervas daninhas na Nova Zelândia, Tasmânia e Vitória (Austrália), formando novas associações com a faia do sul (Nothofagus). A espécie também está invadindo uma floresta na Austrália, onde pode ter deslocado espécies nativas. Ela parece estar se espalhando para o norte, com relatórios recentes colocando-a perto de Port Macquarie, no litoral norte de New South Wales. Foi registrada com a bétula prata (Betula pendula) em Manjimup, Austrália Ocidental, em 2010. Embora, aparentemente, não tenha se espalhado para áreas com eucaliptos na Austrália, há registro dessa associação em Portugal.

## Toxicidade

Estrutura química do muscimol

A maioria dos casos de envenenamento por Amanita muscaria acontece devido à ingestão acidental por crianças pequenas, e nas pessoas que utilizam o cogumelo para ter uma experiência alucinógena. Ocasionalmente, é consumido por engano, já que os espécimes jovens podem ser confundidos com fungos comestíveis. As características manchas brancas podem sair após um chuva forte, e o cogumelo fica parecido com o inofensivo A. caesarea.
Amanita muscaria contém vários compostos químicos biologicamente ativos, e pelo menos um deles, o muscimol, já foi identificado como tendo propriedades psicoativas. O ácido ibotênico, uma neurotoxina, é um precursor do muscimol, de modo que aproximadamente 10 a 20 por cento do que é ingerido é convertido depois a muscimol. A dose tóxica em adultos é de aproximadamente 6 mg de muscimol ou 30 a 60 mg de ácido ibotênico; quantidade geralmente encontrada em apenas um único corpo de frutificação da espécie. A quantidade e a proporção de compostos químicos por cogumelo varia muito de região para região e nas diferentes estações do ano. Na primavera e no verão, os cogumelos acumulam até dez vezes mais ácido ibotênico e muscimol do que no outono.
A dose fatal foi calculada como quinze cogumelos. Mortes por este fungo foram relatadas em artigos e reportagens de jornais antigos, mas, com o tratamento médico moderno, o envenenamento fatal após a ingestão desses cogumelos tornou-se extremamente raro. Muitos livros mais antigos citam o Amanita muscaria como "mortal", mas essa visão é um tanto exagerada, pois implica que o cogumelo é mais tóxico do que realmente é. A Associação Norte-Americana de Micologia declarou que não houve mortes documentadas de forma confiável provocadas pelo consumo deste cogumelo durante o século XX. A grande maioria (90% ou mais) das mortes por intoxicação de cogumelos são provocadas pela ingestão de A. phalloides, uma espécie com o chapéu esverdeado a amarelado, conhecido nos países de língua inglesa como "death cap". Algumas espécies de cogumelos branco do gênero Amanita, conhecidos como anjos destruidores, também são causas frequentes de mortes.
Os componentes ativos desta espécie são solúveis em água, de modo que quando fervidos e, em seguida, descartando a água de cozimento, desintoxica, pelo menos em parte. A secagem pode aumentar a potência, na medida em que o processo facilita a conversão do ácido ibotênico para o muscimol, composto mais potente. Segundo algumas fontes, após onze desintoxicações, o cogumelo torna-se comestível.

### Farmacologia
Acreditava-se que a muscarina, descoberta em 1869, era o agente ativo alucinógeno presente em A. muscaria. A muscarina liga-se a receptores de acetilcolina muscarínicos, levando a excitação dos neurônios que ostentam estes receptores. Os níveis de muscarina em Amanita muscaria são ínfimos se comparado com outros fungos venenosos como Inocybe erubescens e espécies brancas e pequenas do gênero Clitocybe, C. dealbata e C. rivulosa. O nível de muscarina em A. muscaria é baixo demais para desempenhar algum papel nos sintomas de intoxicação.
As principais toxinas envolvidas no envenenamento por A. muscaria são o muscimol (3-hidroxi-5-aminometil-1-isoxazol, um ácido hidroxâmico cíclico insaturado) e o ácido ibotênico, composto por aminoácidos semelhantes. Muscimol é o produto da descarboxilação (normalmente por secagem) do ácido ibotênico. Muscimol e ácido ibotênico foram descobertos em meados do século XX. Pesquisadores na Inglaterra, Japão e Suíça mostraram que os efeitos produzidos eram principalmente devido ao ácido ibotênico e muscimol, e não à muscarina. Estas toxinas não são distribuídas uniformemente no cogumelo. A maior parte é detectada no píleo, uma quantidade moderada na base, e a menor quantidade no tronco. Muito rapidamente, entre 20 e 90 minutos após a ingestão, uma fração substancial de ácido ibotênico é excretado não metabolizado na urina. Quase nenhum muscimol é excretado quando o ácido ibotênico puro é ingerido, mas o muscimol é detectável na urina depois de comer A. muscaria, que contém tanto o ácido ibotênico quanto o muscimol.
O ácido ibotênico e o muscimol estão estruturalmente relacionados uns aos outros e com os dois principais neurotransmissores do sistema nervoso central: o ácido glutâmico e o GABA, respectivamente. Ácido ibotênico e muscimol agem como estes neurotransmissores, muscimol é um potente agonista do GABA, enquanto que o ácido ibotênico é um agonista dos receptores de glutamato NMDA e certos receptores metabotrópicos de glutamato que estão envolvidos no controle da atividade neuronal. Acredita-se que sejam essas interações as responsáveis por causar os efeitos psicoativos encontrados na intoxicação. Muscimol é o agente responsável pela maior parte do psicoatividade.
A muscazona é outro composto que tem sido mais recentemente isolado a partir de amostras europeias de A. muscaria. É um produto da degradação do ácido ibotênico por radiação ultravioleta. Muscazona é de menor atividade farmacológica em comparação com os outros agentes. A. muscaria e espécies afins são conhecidos como bioacumuladores eficazes de vanádio; algumas espécies de vanádio concentram a níveis de até 400 vezes superiores aos normalmente encontrados em plantas. Vanádio está presente em corpos de frutificação como um composto organometálico chamado amavadina. A importância biológica do processo de acumulação é desconhecida.

### Sintomas
Os A. muscaria são conhecidos pela imprevisibilidade dos seus efeitos. Dependendo do hábitat e da quantidade ingerida por peso corporal, os sintomas podem variar de náuseas e espasmos a sonolência, sinais de intoxicação colinérgica (baixa pressão arterial, transpiração e salivação), distorções auditivas e visuais, alterações de humor, euforia, relaxamento, ataxia, e perda de equilíbrio.
Em casos de intoxicações graves o cogumelo causa delírio, um pouco semelhante em vigor à intoxicação anticolinérgica (como a causada pelo Datura stramonium), caracterizada por crises de agitação marcadas com confusão, alucinações, irritabilidade e seguidos por períodos de depressão do sistema nervoso central. Convulsões e coma também podem ocorrer em intoxicações graves. Os sintomas geralmente aparecem após cerca de 30 a 90 minutos e pico dentro de três horas, mas alguns efeitos podem durar vários dias. Na maioria dos casos a recuperação está completa dentro de 12 a 24 horas. O efeito é muito variável entre os indivíduos, com doses semelhantes potencialmente causando reações bastante diferentes. Algumas pessoas que sofrem intoxicação exibiram dores de cabeça até dez horas depois. Amnésia retrógrada e sonolência pode resultar após a recuperação.

## Tratamento
Atendimento médico deve ser procurado em casos de suspeita de envenenamento. Se o intervalo entre a ingestão e o tratamento for menor que quatro horas, o carvão ativado está indicado. A lavagem gástrica pode ser considerada se o paciente estiver no prazo de uma hora após a ingestão. Induzir o vômito com xarope de ipeca não é mais recomendado em quaisquer situações de intoxicação.
Não existe um antídoto específico. Cuidados de suporte clínico é o esteio do tratamento para a intoxicação. Embora por vezes referido como um agente delirante e enquanto muscarina foi isolado pela primeira vez a partir de A. muscaria e, como tal, é o seu homônimo, o muscimol não tem ação, quer como um agonista ou antagonista, no local do receptor de acetilcolina muscarínico, e, por conseguinte, o uso de atropina ou fisostigmina como antídoto não é recomendado. Se um paciente está delirante ou agitado, geralmente é preciso apenas a contenção física. Benzodiazepínicos, como o diazepam ou lorazepam, podem ser usados para controlar a agressividade, agitação, hiperatividade muscular, e convulsões. Apenas pequenas doses devem ser usadas, pois podem agravar os efeitos depressores respiratórios do muscimol. Vômitos recorrentes são raros, mas se presentes podem levar a distúrbios hidro-eletrolíticos; hidratação venosa ou reposição de eletrólitos podem ser necessários. Os casos graves podem desenvolver perda de consciência ou coma, e necessitar de intubação e ventilação artificial. A hemodiálise é capaz de remover as toxinas, embora esta intervenção seja geralmente desnecessária. Com o tratamento médico moderno, o prognóstico é geralmente bom.

## Uso culinário
As toxinas de A. muscaria são solúveis em água. Quando em fatias finas, ou finamente picado e cozido em água abundante até ficar bem cozido, parece ser desintoxicado. Apesar de seu consumo como alimento nunca ter sido generalizado, o consumo de A. muscaria desintoxicado tem sido praticado em algumas partes do Europa (nomeadamente por colonos russos na Sibéria), pelo menos desde o século XIX, e, provavelmente, antes disso. O médico e naturalista alemão Georg Heinrich von Langsdorff, escreveu o primeiro relato publicado sobre como desintoxicar este cogumelo em 1823. Ao final do século XIX, o médico francês Félix Archimède Pouchet foi um popularizador e defensor do consumo de A. muscaria, comparando-a com a mandioca, uma importante fonte de alimento nos trópicos da América do Sul que possui algumas espécies que devem ser descontaminadas antes de serem consumidas.
O uso deste cogumelo como fonte de alimento também parece ter existido na América do Norte. A descrição clássica desse uso de A. muscaria por um vendedor de cogumelos afro-americano em Washington, DC, no final do século XIX é descrito pelo botânico americano Frederick Vernon Coville. Neste caso, o cogumelo, depois de passar pelo processo de parboilização, e imersão em vinagre, é feito em um molho de cogumelos para bife. Ele também é consumido como alimento em algumas partes do Japão. O uso mais conhecido atual como cogumelo comestível é em Nagano, no Japão. Lá, é encontrado principalmente salgado e em conserva.
Um artigo de 2008 do historiador de alimentos William Rubel e do micologista David Arora dá uma história de consumo de A. muscaria como um alimento e descreve métodos de desintoxicação. Eles defendem que a Amanita muscaria ser descrita em guias de campo como um cogumelo comestível, embora acompanhado de uma descrição de como desintoxicá-lo. Os autores afirmam que as descrições generalizadas em guias de campo deste cogumelo como venenoso é um reflexo do preconceito cultural, como várias outras espécies comestíveis populares, nomeadamente os do gênero Morchella, são tóxicos, a menos que devidamente cozinhados.

## Representações culturais
O cogumelo vermelho com manchas brancas é uma imagem comum em muitos aspectos da cultura popular. Enfeites de jardim e livros ilustrados para crianças retratando gnomos e fadas, como os Smurfs, muitas vezes mostram o fungo sendo usado como bancos ou casas. Amanita muscaria tem sido destaque em pinturas desde o Renascimento, ainda que de forma sutil. Na era Vitoriana se tornou mais visível, tornando-se o principal tema de algumas pinturas de fadas. Dois dos mais famosos usos do cogumelo estão no vídeo-game da série Super Mario Bros, e a sequência do cogumelo dançando no filme da Disney Fantasia de 1940. Os cogumelos também aparecem em uma cena curta do filme Amantes Eternos de Jim Jarmusch, onde brotam fora de época supostamente por influência de raios cósmicos, intrigando os personagens.

### Literatura
Uma narrativa das jornadas de Philip von Strahlenberg na Sibéria e suas descrições do uso do cogumelo foram publicadas na Inglaterra em 1736. A ato de beber a urina das pessoas que consumiram o fungo foi comentado pelo escritor anglo-irlandês Oliver Goldsmith no seu famoso romance de 1762, Citizen of the World. O cogumelo foi identificado como o A. muscaria naquela época. Outros autores registraram as distorções de tamanho na percepção de objetos durante a intoxicação pelo fungo, incluindo o naturalista Mordecai Cubitt Cooke nos seus livros The Seven Sisters of Sleep e A Plain and Easy Account of British Fungi. Acredita-se que essa observação foi a base para os efeitos da ingestão do cogumelo na popular história de Alice no País das Maravilhas, publicada em 1865.

## Galeria

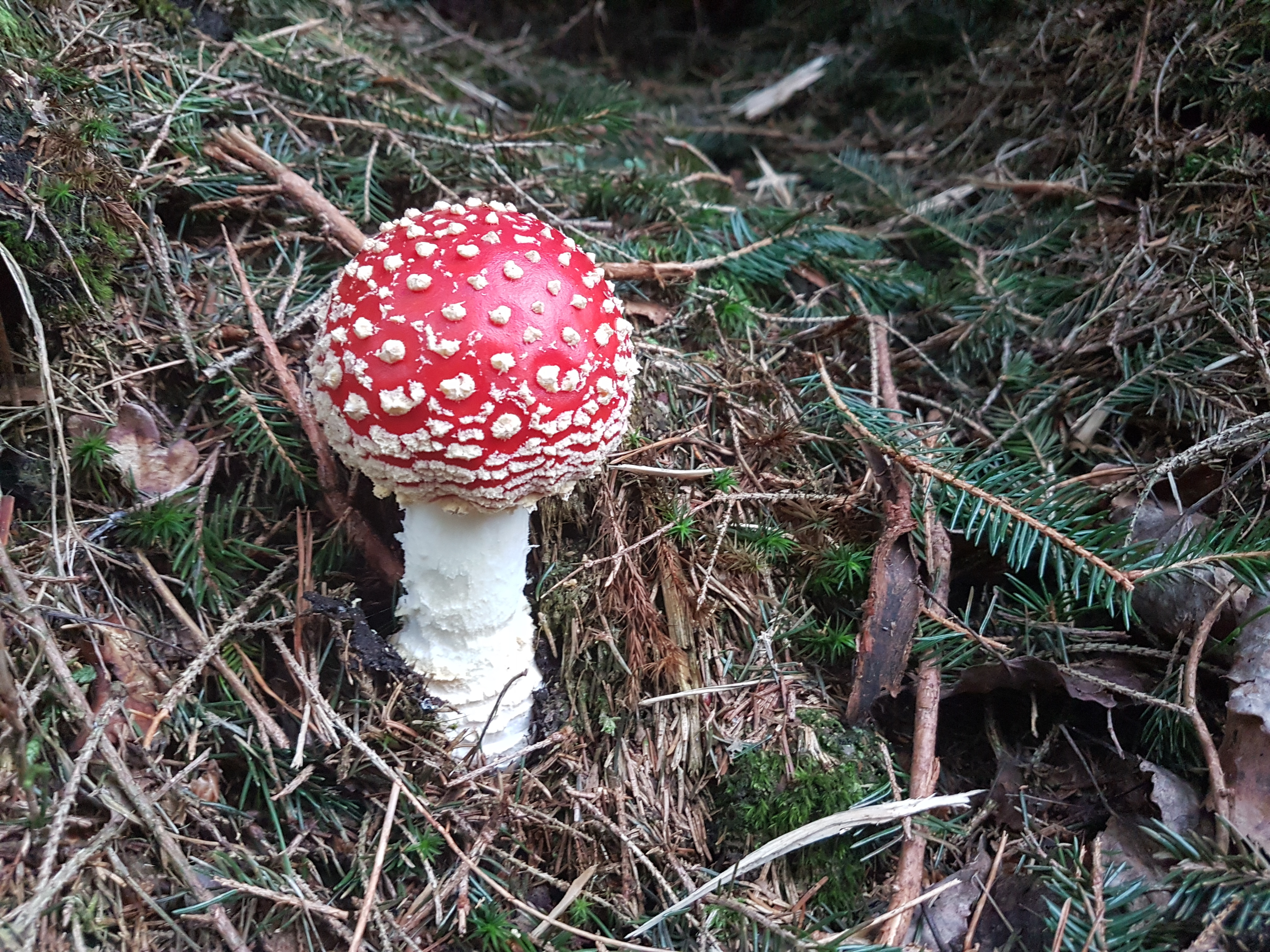
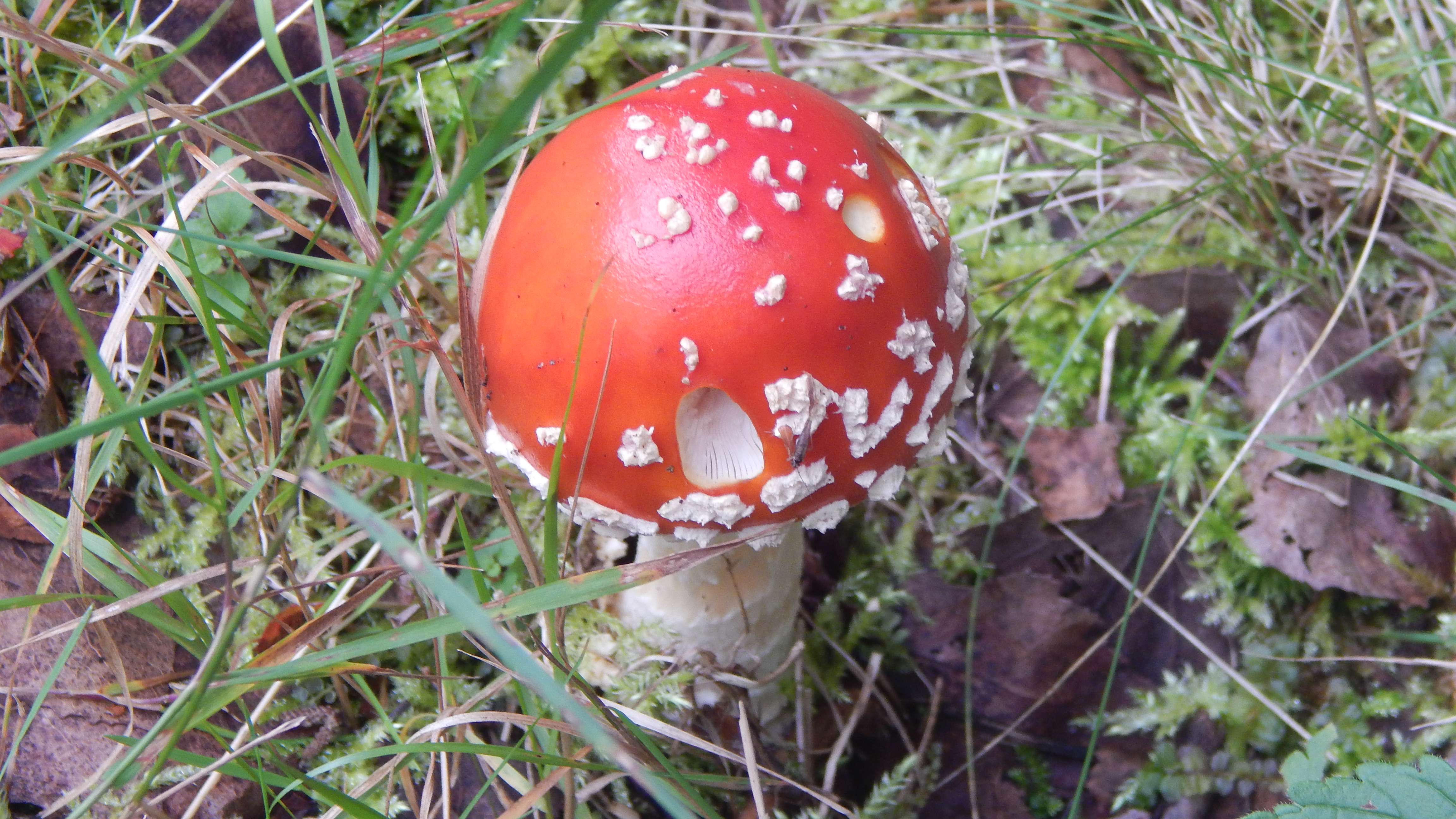
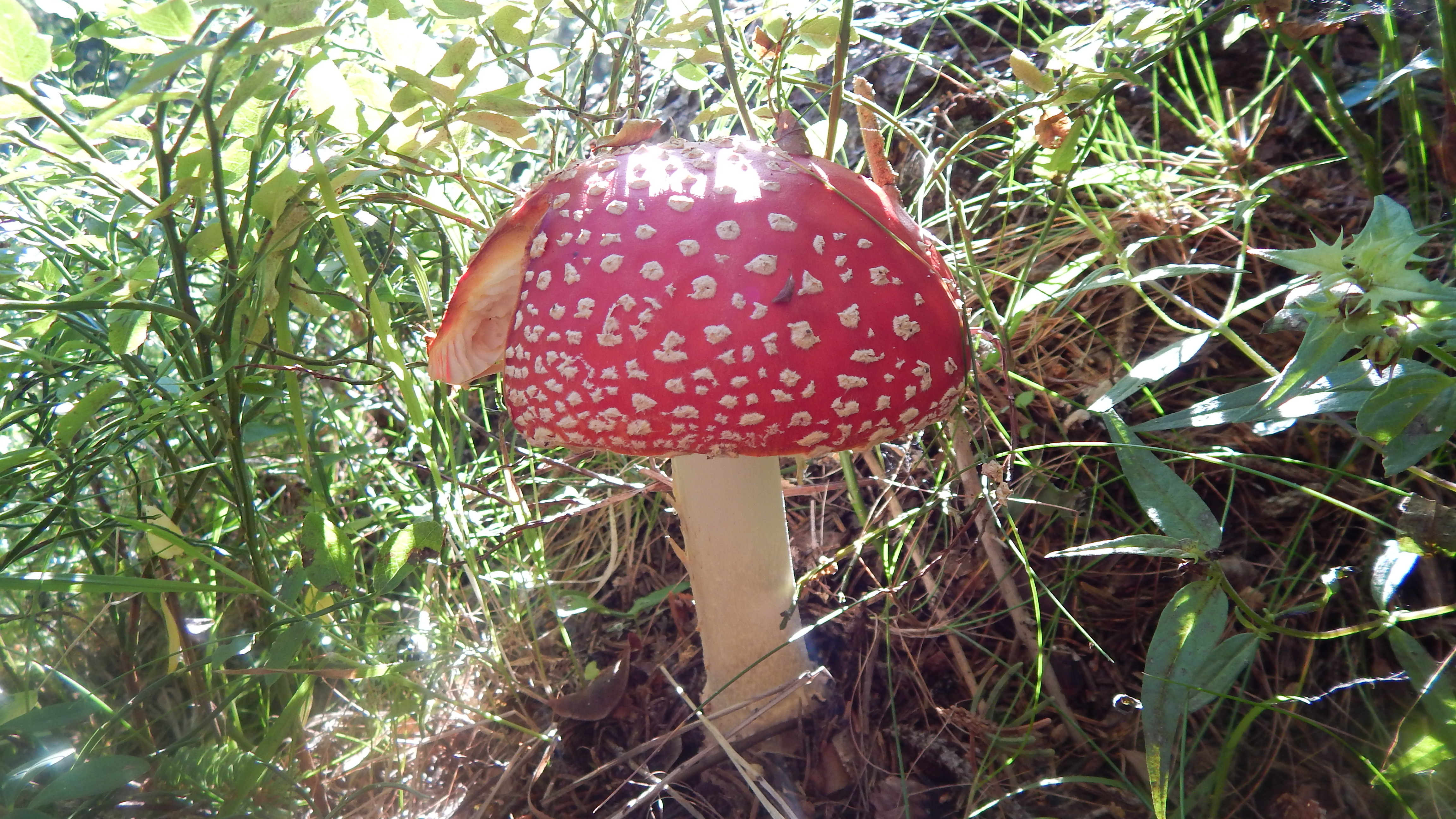
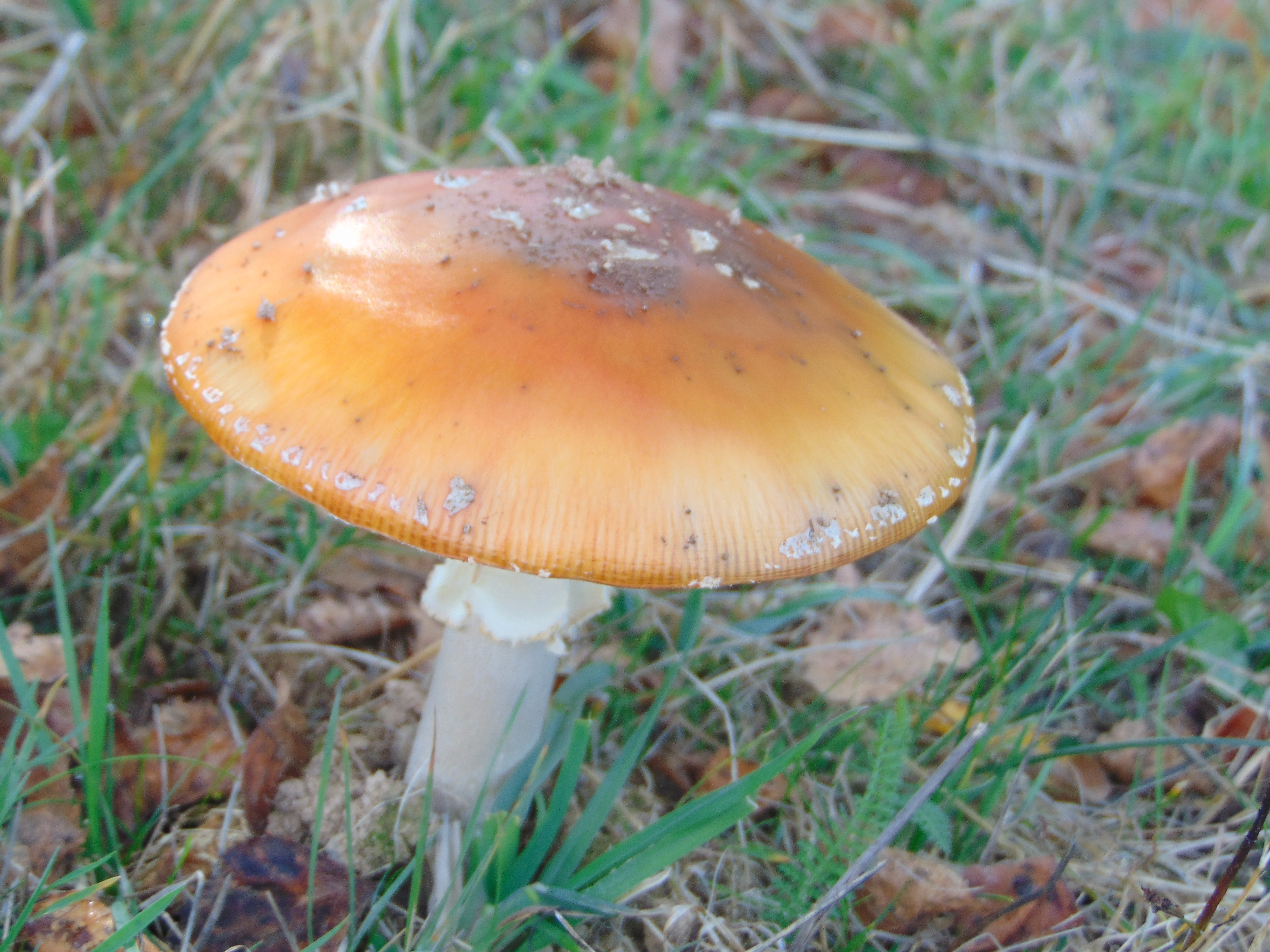
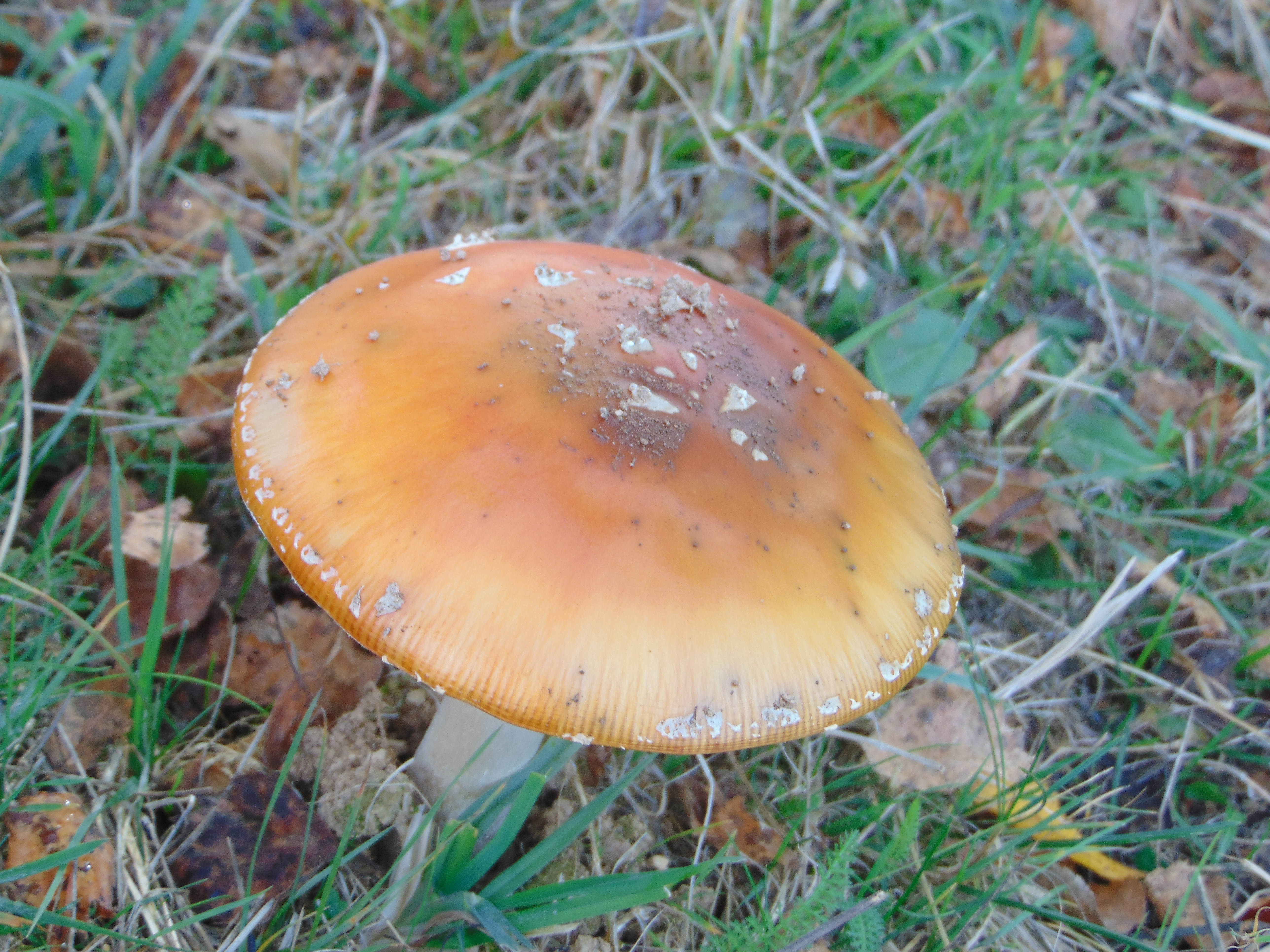